# Колпинская улица (Санкт-Петербург)
Ко́лпинская у́лица — улица в Петроградском районе Санкт-Петербурга. Проходит от Большого проспекта Петроградской стороны до Колпинского переулка.

## История и достопримечательности
С 1791 года по 20 января 1858 года называлась 6-я улица Петроградской стороны. Современное название получила 1858 году по городу Колпино одновременно с другими близлежащими улицами, названными по именам городов Санкт-Петербургской губернии.
- Колпинская, 1 (главный фасад — Большой проспект Петроградской стороны, дом 42  памятник архитектуры (вновь выявленный объект)[2]) — бывший особняк А. М. Васильева. Андрей Макарович Васильев был гласным (депутатом) городской думы и председателем ряда благотворительных учреждений, в частности благотворительного общества прихожан Матфиевской церкви, владел несколькими домами на Петербургской стороне[3]. Особняк построен в 1878—1879 годах по проекту архитектора В. Г. Шаламова; внутренняя часть была перестроена под кинематограф «Трокадеро» в 1915—1916 годах по проекту В. В. Шауба. В 1950—1960-х годах в здании располагался Дом пионеров Ждановского района, а затем музыкальная школа (ныне гуманитарно-музыкальная гимназия). На первом этаже находился магазин колониальных товаров Товарищества «Братья Елисеевы», а в советское время — рыбный магазин[4].
- Колпинская, 2 / Ижорская улица, д. 1 / Большой проспект, д. 38—40: жилой дом, надстроенный в 1912 году по проекту Д. А. Крыжановского. В архитектуре этого дома отчётливо выражены особенности стиля модерн: активное использование облицовочной плитки, сочетание разнообразных по цвету и фактуре форм и плоскостей, рустовка, равномерно заполняющая плоскости верхних этажей фасада. В отделке использован абстрактный орнамент в виде треугольников. Скошенный угол украшен пилястрами коринфского ордера с каннелюрами. Фасад обильно декорирован элементами цветочного орнамента.

- Дом 3  памятник архитектуры (памятник истории и культуры местного значения) — доходный дом, построенный в 1888 году по заказу губернского секретаря А. М. Васильева по проекту архитектора А. В. Иванова в стиле эклектики, с рустованными наличниками окон и крупным порталом с пилястрами[5]. В кв. 16 этого дома жила семья профессора Н. М. Книповича. В 1905—1906 гг. Книповичи предоставили в ней комнату В. И. Ленину, и здесь проходили совещания РСДРП, в том числе в дни подготовки IV («Объединительного») съезда. В 1960 г. на доме установлена мемориальная доска (арх. М. Ф. Егоров).

- Дом 7 построен в 1899 году по проекту Д. А. Шагина.
- Современный дом 9 построен в 2009 году.
- Дом 12 — доходный дом, построенный в 1912 году по проекту архитектора А. И. Ковшарова.

- Дом 15 / Малый проспект Петроградской стороны, 48 — угловая часть построена по проекту Е. С. Бикарюкова в 1902 г.[6]
- Дом 17 — доходный дом, построенный в 1906 году архитектором П. В. Резвым.
- Дом 20a / Большая Зеленина улица, 11 / Колпинский переулок, 1 — жилой дом, модерн, 1911 г., гражд. инж. П. Н. Батуев[7].

## Пересечения
Колпинская улица пересекает или граничит со следующими проспектами, улицами и переулками:
- Большой проспект Петроградской стороны
- Малый проспект Петроградской стороны
- Колпинский переулок